# Hazel Marie Robinson Abrahams
Hazel Marie Robinson Abrahams (7 de junio de 1935) es una escritora nacida en San Andrés Islas, Colombia. Su obra está compuesta, principalmente, por columnas de prensa, novelas y relatos variados que han dado a conocer, junto con otros y otras escritoras isleñas, la producción literaria hecha en el archipiélago de San Andrés, Providencia y Santa Catalina.

## Biografía
Durante sus primeros años, Robinson estudió en el colegio de la Sagrada Familia de la isla, una institución dirigida por monjas. Allí inició su disrupción como mujer y ser humano. A la edad de 15 años, fue internada en un colegio adventista en la ciudad de Medellín, para luego terminar el bachillerato en el Instituto Técnico Comercial de Barranquilla. En los años posteriores a su educación formal y como complemento en su hacerse adulta, la sanandresana trabajó como administradora del Hotel Casablanca en la isla, alojamiento en el que conoció a un estadounidense que terminaría por ser su esposo. Además, participó como columnista en el periódico El Espectador. Para Robinson, el hotel y el periódico fueron su universidad.
La escritora sanandresana mostró su compromiso con la isla desde su juventud, cuando se presentó como candidata al Concejo Municipal con el movimiento Dinámica Liberal, aunque no obtuvo la votación esperada para ocupar el cargo. Hacia finales de los años sesenta, después de haberse casado, volvió a acercarse a la política y encontró en ella una oportunidad para transgredir el espacio doméstico. Así, Robinson apoyó la candidatura de Misael Pastrana en las elecciones presidenciales de 1970 y se lanzó a la Cámara de Representantes, una candidatura que planteaba la posibilidad de que por primera vez San Andrés tuviera representación nacional. Sin embargo, debido a que estaba casada con un ciudadano estadounidense, la embajada norteamericana se lo impidió. Años después, en la década de los noventa, Robinson participó en la campaña política de Simón González, quien se desempeñó como gobernador de San Andrés y Providencia entre 1992 y 1994.

## Su inicio como escritora
Hazel Robinson Abrahams inició su actividad como escritora en 1959, año en que la sanandresana dio respuesta a una columna que apareció en El Espectador y que estaba relacionada con su lugar de origen. Su manera de escribir llamó la atención del director del periódico, Gabriel Cano, y del responsable del suplemento dominical Gonzalo González. Ambos, le propusieron escribir una columna en la edición de los domingos del periódico. Robinson aceptó y como resultado escribió treinta columnas entre 1959 y 1960 bajo el título Meridiano 81. En su mayoría, estas columnas tendían a dar respuesta a cartas enviadas por lectoras y lectores del periódico. En ellas, Robinson pretendía, principalmente, alejarse de la imagen estereotipada del turismo que rodeaba a la isla para, más bien, referirse a la historia, geografía, naturaleza, costumbres y personajes del archipiélago. Así mismo, también buscaba evidenciar problemáticas sociales que aquejaban a los isleños y el centralismo del gobierno colombiano que mantenía en el olvido a la isla.

## Obras
La actividad literaria de Robinson se vio disminuida cuando contrajo matrimonio y se convirtió en madre de cuatro hijos. Por lo anterior, solo pudo dedicarse a la escritura durante el poco tiempo libre que le quedaba de sus quehaceres del hogar. Fue así como después de un silencio de cuarenta y dos años sin publicar, es decir, entre los años de 1960 y 2002; Robinson, por medio de la editorial de la Universidad Nacional (sede Caribe) publicó las novelas No give up, Maan! ¡No te rindas! (2002), Sail Ahoy!!! ¡Vela a la vista! (2004) y El príncipe de St. Katherine (2009). Más adelante, en los años 2019 y 2020, se sumaron a sus publicaciones la novela Si je puis = I will, if I can y el libro Los cinco delantales, respectivamente. "Navidad con tante friday" uno de los relatos que componen este último libro también fue incluido en Memorias palenqueras y raizales (2017) de la colección de Libro al Viento editada por IDARTES.

Según la literata Diva Marcela Piamba Tulcán, la obra de Robinson:
“(...) alude a una reconstrucción histórica de los siglos XVII al XIX, momentos en que las islas empiezan a ser habitadas por ingleses y sus esclavos, para después dar paso a la llegada de españoles y esclavos jamaiquinos. Sus novelas describen la disputa territorial entre españoles e ingleses y  la  evolución de las tradiciones de los isleños influenciada  por  las  inmigraciones  de ciudadanos de otros países (centroamericanos, europeos y de las islas del Gran Caribe) que configuran lo que hoy se reconoce como la cultura creol y raizal” .

Hazel Robinson Abrahams publicó los siguientes artículos en el Magazín Dominical de El Espectador entre 1959 y 1960, en la columna Meridiano 81.
1959
- Junio 14, "San Andrés y los piratas"

- Junio 14, "Los tres Livingston"

- Julio 19, "San Andrés holiday"

- Julio 26, "You will come back to Rock Hole"

- Agosto 2, "Las islas y los cayos"

- Agosto 9, "Beetle el insecto sagrado de las islas"

- Agosto 16, "Wednesday, wedding day. Miércoles, el día de casarse en San Andrés"

- Agosto 23, "La goleta Persistence"

- Agosto 30, "Sail Ahoy, la voz solidaria del caracol"

- Septiembre 6, "De la goleta al avión, pero aún nos falta el servicio de energía"

- Septiembre 13, "Trailer isleño, los Himnos"

- Septiembre 20, "Providencia"

- Septiembre 27, "Como se hace una casa, en San Andrés, se construye de arriba para abajo"

- Octubre 4, "La vuelta a la isla"

- Octubre 11, "The Searchlight. Un periódico isleño en 1912"

- Octubre 18, "San Luis y Luisito. Ese afán de comprar en puerto libre"

- Octubre 25, "¿De quién son los cayos? ¿Son nuestros o no?"

- Noviembre 1º, "Algo de ayer y hoy"

- Noviembre 8, "The Colombian Patriotic Club: una especie original de seguros sociales"

- Noviembre 22, "Nuestro inglés"

- Diciembre 20, "Meridiano 81, Paralelo del olvido. Providencia: capital Santa Isabel"

- Diciembre 27, "La isla Absoluta"

1960
- Mayo 1º, "El niño y el mar"

- Mayo 8, "Aquí debió ser el paraíso. Pero hoy se consume en el olvido"

- Mayo 15, "Ha bajado la marea"

- Mayo 22, "¿Dónde es que queda San Andrés? En una esquina y un cuadrito del mapa"

- Mayo 29, "Gracias a Dios"

- Junio 5, "Tuvimos un valiente general sanandresano: George M. Hodgson"

- Junio 12, "Papi Forth. Presidente del consejo de la isla"

## Programas de lectura
La obra de Hazel Robinson Abrahams ha participado en programas de lectura organizados a nivel departamental y nacional. Estos son: 
- Biblioteca de literatura afrocolombiana[7]

El Ministerio de Cultura de Colombia conformó esta colección como parte de los actos de conmemoración del Bicentenario de Independencia en el año 2010. La biblioteca busca reconocer los aportes realizados por autores y autoras afrocolombianas a través de la selección de los dieciocho títulos que la componen. En ella se encuentra la novela No give up maan! = ¡No te rindas! escrita por Robinson. Se puede leer en inglés y español.
- Leer el Caribe[8]

El Banco de la República-sucursal Cartagena, en asociación con otras instituciones educativas y culturales, ha venido desarrollando desde el año 2003 el programa Leer el Caribe. Este programa tiene como propósito impulsar la lectura de la obra literaria producida por escritoras y escritores del Caribe colombiano entre niños, niñas y jóvenes. De este modo, en cada versión del programa se selecciona un autor o autora sobre el cual se estudiará su obra en espacios pedagógicos. Durante el año 2013 ese lugar estuvo dedicado a la escritora sanandresana y se publicó el libro Textos escogidos - Hazel Robinson Abrahams.
- Feria Insular del Libro de San Andrés Islas[9]

Este evento que se lleva a cabo no solo en San Andrés, sino también en Providencia y Santa Catalina, surgió en el año 2000. En la versión de 2019, la organización del evento estuvo a cargo entre la Gobernación del Departamento del Archipiélago, la Secretaría de Cultura, la Fundación Marmaroja Company y el Banco de la República. La obra titulada Los cinco delantales de mi abuela escrita por Hazel Robinson Abrahams fue integrada a este evento como parte del Segundo Encuentro de Escritores la Raya en el Ojo, un encuentro que poco a poco se ha ido celebrando en el mismo espacio de la Feria.

## Premios y reconocimientos
En 2022 fue galardonada con la medalla al mérito académico por la Universidad del Norte de Barranquilla.